# Benperidol
El Benperidol es un fármaco perteneciente a la clase farmacológica de las butirofenonas. Fue comercializado en 1966 y aún se emplea en Alemania, Bélgica, Grecia, Italia, los Países Bajos y el Reino Unido.
El benperidol bloquea los receptores de dopamina D2 con alta afinidad. Si bien tiene propiedades similares al haloperidol, el benperidol se ha usado principalmente para el tratamiento del comportamiento sexual antisocial desviado. Los efectos secundarios potenciales, como con otros neurolépticos, incluyen síntomas extrapiramidales (EPS), hiperprolactinemia y prolongación del intervalo QT, aunque en menor medida que el Haloperidol si se usa intravenosamente.
Los revisores de la Colaboración Cochrane identificaron sólo un ensayo aleatorio pequeño, sin publicar y con información deficiente, que comparaba el benperidol con otro antipsicótico. Desafortunadamente, la calidad de la información es de tan baja calidad que los resultados no deberían ser considerados confiables. Hoy día, se justifica realizar más ensayos sobre este fármaco, ya que con el advenimiento de nuevos compuestos se corre el peligro de omitir e investigar escasamente a este tipo de medicamentos de bajo costo.